# Departamento de La Unión (Chile)
| Departamento de La Unión  | Departamento de La Unión |
| ------------------------- | ------------------------ |
| Cabecera:                 | La Unión                 |
| Superficie:               | km²                      |
| Habitantes:               | hab                      |
| Densidad:                 | hab/km²                  |
| Comunas/ Subdelegaciones: | - La Unión - Río Bueno   |
| Ubicación                 |                          |
|                           |                          |

| Departamento de La Unión | Departamento de La Unión |
| ------------------------ | --- |
| Cabecera:                | La Unión |
| Superficie:              | 8.000 km² (1897) |
| Habitantes:              | 21.013 hab (1895) |
| Densidad:                | 2,6 hab/km² (1895) |
| Subdelegaciones:         | - 1a La Unión - 2a Paillaco - 3a San Javier - 4a Traiguén - 5a Río Bueno - 6a Tiluco - 7a La Esperanza - 8a Cudico - 9a Trumag - 10a Cuncos |
| Municipalidades:         | - capital departamental: - La Unión - otras municipalidades (1891): - Río Bueno (1891)                                                      |
| Ubicación                | |
|                          | |

El Departamento de La Unión fue una antigua división territorial de Chile, que pertenecía a la Antigua Provincia de Valdivia. Su cabecera fue La Unión. 
De la división del Departamento, se crea el Departamento de Río Bueno. De acuerdo al DFL 8582, "El departamento de La Unión estará formado por el territorio de los actuales departamentos de La Unión y Río Bueno. Su cabecera será la ciudad de La Unión". Posteriormente se restituyó el Departamento de Río Bueno.
En marzo de 1941 Olga Boettcher fue designada gobernadora del departamento de La Unión, convirtiéndose en la primera mujer en ocupar dicho cargo en Chile y en Sudamérica.
Finalmente, el Departamento de La Unión fue suprimido en la década de 1970, con la implementación de la Nueva División Político Administrativa.

## Límites
El Departamento de La Unión limitaba:
- al norte con el Departamento de Valdivia.
- al oeste con el Océano Pacífico.
- al sur con el Departamento de Osorno.
- Al este con el Cordillera de Los Andes

Luego, con la creación del Departamento de Río Bueno
- al norte con el Departamento de Valdivia
- al oeste con el Océano Pacífico.
- al sur con el Departamento de Osorno.
- Al este con el Departamento de Río Bueno

Desde febrero de 1928:
- al norte con el Departamento de Valdivia.
- al oeste con el Océano Pacífico.
- al sur con el Departamento de Osorno.
- Al este con el Cordillera de Los Andes

Luego, con la restitución del Departamento de Río Bueno
- al norte con el Departamento de Valdivia
- al oeste con el Océano Pacífico.
- al sur con el Departamento de Osorno.
- Al este con el Departamento de Río Bueno

## Administración
La administración estaba en La Unión. En esta ciudad se encontraba la Gobernación Departamental de La Unión y la Municipalidad de La Unión que se encargaba de la administración local.
Con el Decreto de Creación de Municipalidades del 22 de diciembre de 1891, se crean las siguientes municipalidades con sus sedes y cuyos territorios son las subdelegaciones detalladas a continuación:
| Municipalidad Sede | Subdelegaciones  |
| ------------------ | ---------------- |
| La Unión           | 1a, Unión        |
| La Unión           | 2a, Paillaco     |
| La Unión           | 8a, Cudico       |
| La Unión           | 9a, Trumag       |
| La Unión           | 10a, Cuncos      |
| Río Bueno          | 3a, San Javier   |
| Río Bueno          | 4a, Traiguén     |
| Río Bueno          | 5a, Río Bueno    |
| Río Bueno          | 6a, Tiluco       |
| Río Bueno          | 7a, La Esperanza |

Forma parte de la Vigésima Segunda Agrupación Departamental: Valdivia, La Unión, Villarrica y Río Bueno.
Desde 1930, forma parte de la Vigésima Segunda Agrupación Departamental reformada: Valdivia, La Unión  y Osorno.

## Subdelegaciones
Las subdelegaciones cuyos límites asigna el Decreto del 4 de noviembre de 1885, son las siguientes:
- 1a La Unión
- 2a Paillaco
- 3a San Javier
- 4a Traiguén
- 5a Río Bueno
- 6a Tiluco
- 7a La Esperanza
- 8a Cudico
- 9a Trumag
- 10a Cuncos

## Comunas y Subdelegaciones (1927)
De acuerdo al DFL 8583, el departamento estaba compuesto por las comunas y subdelegaciones con el siguiente territorio: 
- La Unión: Comprende todo el territorio del actual departamento de La Unión, menos la subdelegación 4.a Traiguén.
- Río Bueno: Comprende todo el territorio del actual departamento de Río Bueno y la subdelegación 4.a, Traiguén, del antiguo departamento de La Unión.

Posteriormente se restituye el Departamento de Río Bueno.

## Gobernadores
| Nombre                  | Partido | Periodo                                         |
| ----------------------- | ------- | ----------------------------------------------- |
| Alejandro Sepúlveda     |         | ?-12 de marzo de 1941                           |
| Olga Boettcher Maetschl | PR      | 12 de marzo de 1941-4 de febrero de 1942        |
| Damián Carrasco Oñate   | PR      | 4 de febrero de 1942-14 de enero de 1947        |
| Clodomiro Barril        | PR      | 14 de enero de 1947-8 de noviembre de 1952      |
| Olga Boettcher Maetschl | Ind.    | 8 de noviembre de 1952-31 de octubre de 1964    |
| Omar Rosas Becker       | PDC     | 4 de noviembre de 1964-2 de diciembre de 1970   |
| Santiago Aguilar Duhau  | PCCh    | 2 de diciembre de 1970-11 de septiembre de 1973 |